# Mirzec
Mirzec – wieś w Polsce położona w województwie świętokrzyskim, w powiecie starachowickim, w gminie Mirzec, której jest siedzibą.
Prywatna wieś duchowna Mierc, położona była w drugiej połowie XVI wieku w powiecie radomskim województwa sandomierskiego. W latach 1954–1972 wieś należała i była siedzibą władz gromady Mirzec. W latach 1975–1998 miejscowość położona była w województwie kieleckim.
Wieś jest siedzibą rzymskokatolickiej parafii św. Leonarda.
| SIMC    | Nazwa             | Rodzaj    |
| ------- | ----------------- | --------- |
| 0252753 | Mirzec-Czerwona   | część wsi |
| 0252760 | Mirzec-Korzonek   | część wsi |
| 0252776 | Mirzec-Majorat    | część wsi |
| 0252782 | Mirzec-Malcówki   | część wsi |
| 0252807 | Mirzec-Ogrody     | część wsi |
| 0252813 | Mirzec-Podborki   | część wsi |
| 0252820 | Mirzec-Poddąbrowa | część wsi |
| 0252836 | Mirzec-Podkowalów | część wsi |
| 0252799 | Mirzec-Poduchowne | część wsi |
| 0252842 | Mirzec Stary      | część wsi |

## Historia
Mirzec datowany jest już w wieku XII, wówczas był własnością biskupów krakowskich, co najmniej część wsi została nadana klasztorowi wąchockiemu stanowiąc jego pierwotne uposażenie co zapisano w dokumencie fundacyjnym biskupa Gedki.
W 1827 r. była to wieś duchowna, która miała 67 domów, 449 mieszkańców. W roku 1885 liczyła 76 domów, 498 mieszkańców. Ponadto była to osada leśna, osada młyńska w powiecie iłżeckim. Także na terenie wsi Mirzec znajdowało się 563 mórg ziemi włościańskiej, 463 mórg ziemi dworskiej. Osada młyńska rządowa miała 1 dom i 11 mórg. Osada leśna miała 1 dom i 15 mórg ziemi, które należały do towarzystwa zakładów starachowickich. Wieś w 1885 roku należała do parafii Mirzec, która należała do dekanatu iłżeckiego.
W Mircu urodził się poseł na Sejm, wicemarszałek Sejmu, Jan Dębski.

## Zabytki
- modrzewiowy dwór rodziny Prendowskich z XIX wieku, z pozostałościami parku, w którym działał do 1981 r. dom dziecka, a obecnie funkcjonuje sala bankietowa,
- kościół parafialny pod wezwaniem św. Leonarda wzniesiony w latach 1844-1850, z pochodzącym z XV wieku obrazem św. Leonarda (nr rej.:  A.805 z 6. 09.1971)[9],
- murowana kapliczka z 1859 roku, przy drodze do Tychowa,
- drewniana kapliczka św. Jana Nepomucena z XIX wieku (nr rej.: A.806 z 28.01.1959)[9],
- cmentarz parafialny z nagrobkami pochodzącymi z XIX wieku.

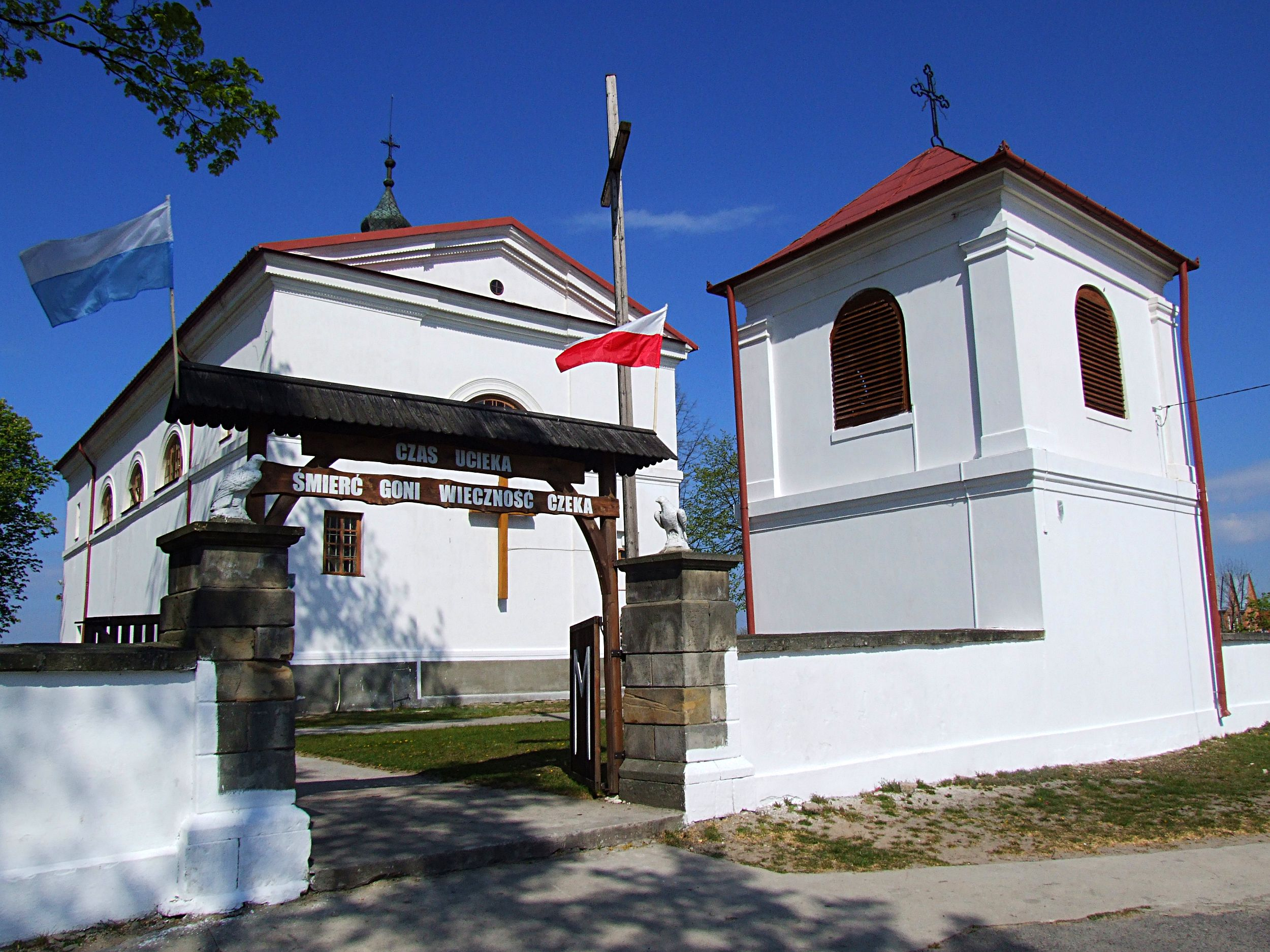
Kościół pw. św. Leonarda
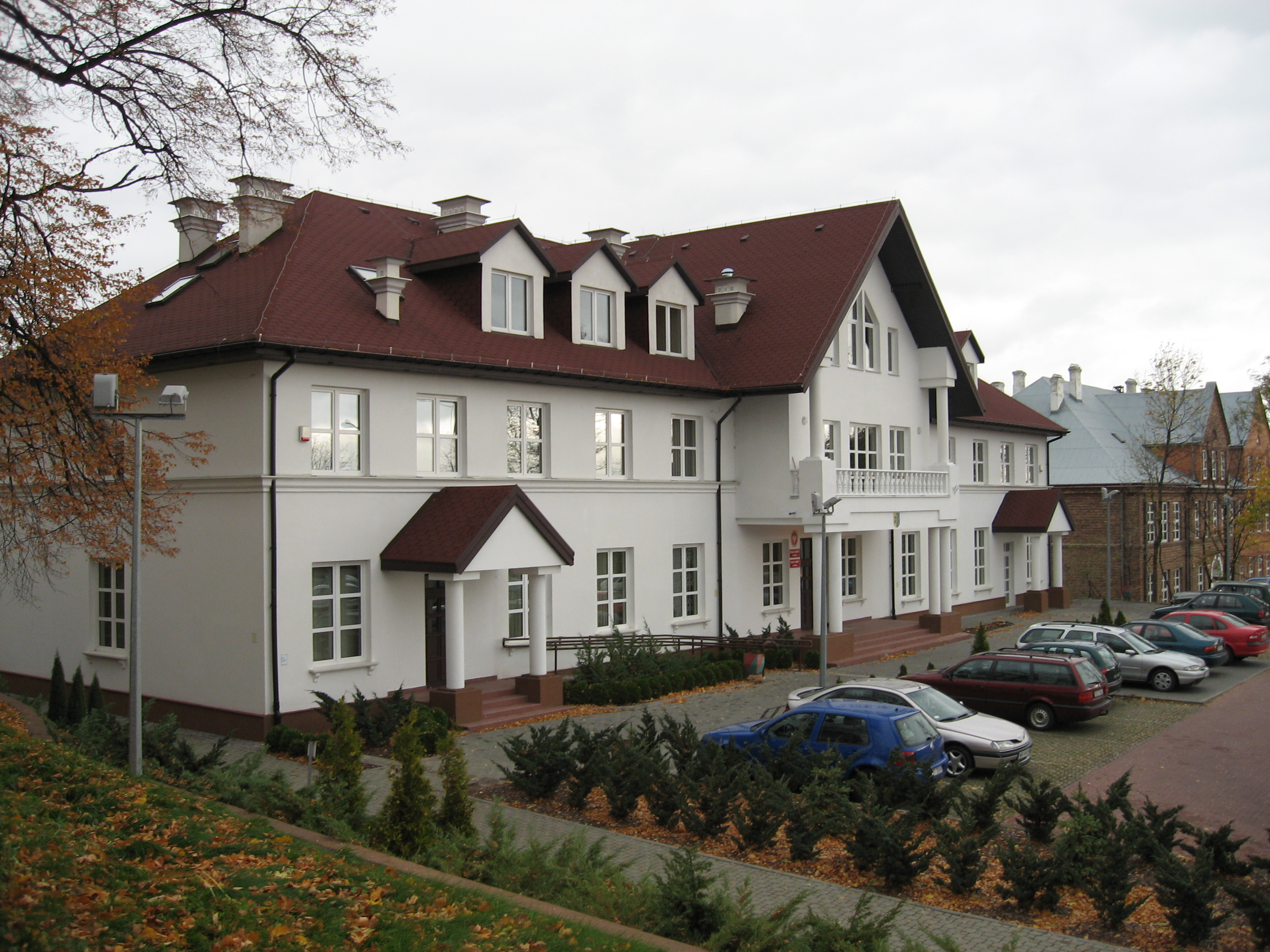
Urząd gminy w Mircu
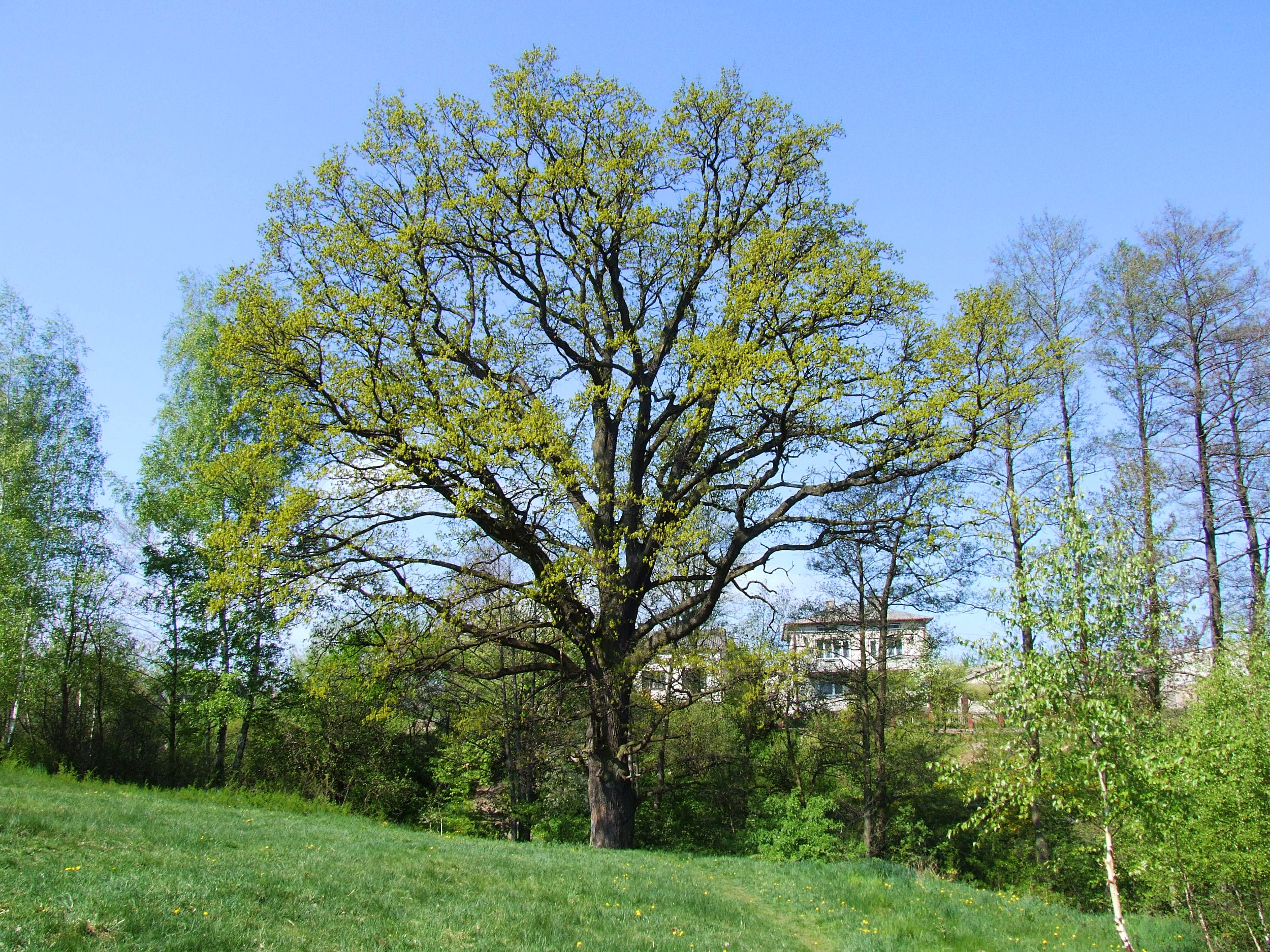
Mirzec 300 letni dąb

## II wojna światowa i czas okupacji
Stützpunkt w Mircu 1942-1944
Placówka policji niemieckiej w Mircu działała w okresie od jesieni 1942 r. do lipca 1944 roku Liczebność Stützpunktu w Mircu wahała się przeciętnie w granicach około 30 - 32 policjantów, a więc w przybliżeniu odpowiadała
wielkości plutonu. Rekrutowała się z pododdziałów III batalionu 17. pułku policji SS (III/SS. Pol. 17).
Latem 1943 r., w okresie szczytowym terroru w dystrykcie radomskim, do walki z partyzantką i w celu ochrony akcji kontyngentowej użyte zostały formacje SS z okupowanych krajów Europy Zachodniej.
| Miejscowość              | Stan osobowy | Formacja policyjna                  | Uzbrojenie i wyposażenie                                                                      |
| ------------------------ | ------------ | ----------------------------------- | --------------------------------------------------------------------------------------------- |
| III i IV kwartał 1943 r. |              |                                     |                                                                                               |
| Mirzec                   | 40           | III/SS Pol.                         | 17 1 ckm, 2 rkm, pistolety maszynowe (dwa pm),karabinki i granaty; rowery, samochód ciężarowy |
| Sienno                   | 51           | III/SS Pol. 17                      | 3 ckm, 2 rkm i kilka pm                                                                       |
| Ciepielów                | 47           | III/SS Pol.17,7 kompania II,SS Pol. | 3 ckm, 2 rkm i kilka pm                                                                       |
| Tarłów                   | 24           | 10. kompania III/SS Pol. 17         | 1 ckm, 2 pm                                                                                   |
| I i II kwartał 1944 r.   |              |                                     |                                                                                               |
| Mirzec                   | 31           | III/SS Pol.17                       | 1 ckm, 2 rkm, kilka pm, karabinki i granaty                                                   |
| Sienno                   | 31           | III/SS Pol.17                       | 1 ckm i 3 pm                                                                                  |
| Ciepielów                | 25           | III/SS Pol.17                       | 1 ckm i 2 pm                                                                                  |
| Tarłów                   | 24           | 10 kompania III/SS Pol.17           | 1 km, 2 pm, samochody                                                                         |

Policjanci z Mirca nie dysponowali własnym aresztem, ale korzystali z aresztu policji „granatowej”. Areszt ten składał się z dwóch pomieszczeń, znajdujących się na parterze budynku urzędu gminnego dokąd przeniesieni zostali polscy policjanci z Mirca po ostrzelaniu ich rodzimej placówki w 1941 roku. Obszar na jakim działali żandarmi niemieccy obejmował taki sam teren, jak w przypadku policji „granatowej”, a mianowicie: Mirzec, Skarżysko Kościelne, Skarżysko Książęce, Świerczek, Zbijów, Gadka, Lipowe Pole, Podosiny, Skarbowe Pole33.
Zbrodnie dokonane na ludności cywilnej przez żandarmów z posterunku Stützpunktu w Mircu były przedmiotem badania IPN w Kielcach Dochodzenie przeprowadzone zostało w oparciu o zeznania naocznych świadków wydarzeń, wizji lokalnych i zachowane archiwa. Łącznie, jak udało się ustalić, niemieccy policjanci z Mirca byli odpowiedzialni za śmierć co najmniej 74 osób. Wielkość i zakres akcji represyjnych zależały od woli samych żandarmów. Stąd też różna wielkość ofiar funkcjonariuszy niemieckiej policji porządkowej. Dla porównania można podać, że policjanci niemieccy ze Stützpunktu w Bodzentynie dopuścili się co najmniej 24 zabójstw, a żandarmi z Chrobrza (powiat buski) około 100.
| Lp. | Imię i nazwisko ofiary         | Data egzekucji | Miejsce egzekucji                         |
| --- | ------------------------------ | -------------- | ----------------------------------------- |
| 1.  | Józefa Janiec                  | 15 VI 1943     | Las tychowski                             |
| 2.  | Franciszek Strzelec            | 15 VI 1943     | Las tychowski                             |
| 3.  | Stefan Borek                   | 15 VI 1943     | Las tychowski                             |
| 4.  | Jan Borek                      | 15 VI 1943     | Las tychowski                             |
| 5.  | Władysława Drożdżał            | 15 VI 1943     | Las tychowski                             |
| 6.  | Stefan Banasik                 | 15 VI 1943     | Las tychowski                             |
| 7.  | Franciszek Iskra               | 15 VI 1943     | Las tychowski                             |
| 8.  | Helena Sieczka                 | 7 VII 1943     | Las między Grzybową Górą a Gadką          |
| 9.  | Henryk Sieczka                 | 7 VII 1943     | Las między Grzybową Górą a Gadką          |
| 10. | Barbara Sieczka                | 7 VII 1943     | Las między Grzybową Górą a Gadką          |
| 11. | Zofia Łyżwa                    | 7 VII 1943     | Las między Grzybową Górą a Gadką          |
| 12. | Zbigniew Łyżwa                 | 7 VII 1943     | Las między Grzybową Górą a Gadką          |
| 13. | Balbina Łyżwa                  | 7 VII 1943     | Las między Grzybową Górą a Gadką          |
| 14. | Anna z Dalegów Kuperszmit      | 7 VII 1943     | Las między Grzybową Górą a Gadką          |
| 15. | Leokadia Franciszka Kuperszmit | 7 VII 1943     | Las między Grzybową Górą a Gadką          |
| 16. | Stanisław Walas                | 4 IX 1943      | Zbijów Duży                               |
| 17. | Józefa Walas                   | 4 IX 1943      | Zbijów Duży                               |
| 18. | Józef Walas                    | 4 IX 1943      | Zbijów Duży                               |
| 19. | Franciszka Strzelec            | 18 X 1943      | Gadka                                     |
| 20. | Edward Janiec                  | 18 X 1943      | Gadka                                     |
| 21. | Teresa Janiec                  | 18 X 1943      | Gadka                                     |
| 22. | Władysław Janiec               | 18 X 1943      | Gadka                                     |
| 23. | Józefa Derlatka                | 18 X 1943      | Gadka                                     |
| 24. | Krystyna Derlatka              | 18 X 1943      | Gadka                                     |
| 25. | Wiesława Derlatka              | 18 X 1943      | Gadka                                     |
| 26. | Jozef Grzmil                   | 18 VI 1943     | Zbijów Duży                               |
| 27. | Daniel Grzmil                  | 18 VI 1943     | Zbijów Duży                               |
| 28. | Wacław Kowalik                 | 22 XII 1942    | Lipowe Pole                               |
| 29. | Józef Gładyś                   | III 1943       | Świerczek                                 |
| 30. | Wiktor Kocia                   | 25 X 1943      | Żwirownia w Skarżysku Kościelnym          |
| 31. | Władysław Kwiatkowski          | 25 X 1943      | Żwirownia w Skarżysku Kościelnym          |
| 32. | Tadeusz Kwiatkowski            | 25 X 1943      | Żwirownia w Skarżysku Kościelnym          |
| 33. | Bolesław Ungier                | 25 X 1943      | Żwirownia w Skarżysku Kościelnym          |
| 34. | Józef Kocia                    | 25 X 1943      | Żwirownia w Skarżysku Kościelnym          |
| 35. | Józef Piątek                   | 25 X 1943      | Żwirownia w Skarżysku Kościelnym          |
| 36. | Andrzej Sieczka                | 25 X 1943      | Żwirownia w Skarżysku Kościelnym          |
| 37. | Bolesław Tyka                  | 25 X 1943      | Żwirownia w Skarżysku Kościelnym          |
| 38. | Antoni Bukowski                | 25 X 1943      | Żwirownia w Skarżysku Kościelnym          |
| 39. | Adam Czerwiak                  | 25 X 1943      | Żwirownia w Skarżysku Kościelnym          |
| 40. | Józef Nowakowski               | 25 X 1943      | Żwirownia w Skarżysku Kościelnym          |
| 41. | Władysław Serwa                | X 1943         | Gadka                                     |
| 42. | Maria Serwa                    | X 1943         | Gadka                                     |
| 43. | Franciszek Gromek              | 8 XI 1943      | Lipowe Pole                               |
| 44. | Józef Gromek                   | 8 XI 1943      | Lipowe Pole                               |
| 45. | Michał Pacek                   | 10 VII 1943    | Tychów Stary                              |
| 46. | Bolesław Gluza                 | 7 XII 1943     | Mirzec                                    |
| 47. | Marian Łyżwa                   | 7 XII 1943     | Mirzec                                    |
| 48. | Bolesław Węglowski             | 7 XII 1943     | Mirzec                                    |
| 49. | Wacław Kępa                    | 8 I 1944       | Mirzec                                    |
| 50. | Stefan Wierzbowicz             | 8 I 1944       | Mirzec                                    |
| 51. | NN Żydówka                     |                | Mirzec                                    |
| 52. | NN Żyd                         |                | Mirzec                                    |
| 53. | NN Żyd                         |                | Mirzec                                    |
| 54. | NN Żydówka                     |                | Mirzec                                    |
| 55. | NN Żyd                         | -              | Mirzec                                    |
| 56. | NN Żydówka                     | -              | Mirzec                                    |
| 57. | Żydówka „Marysia”              | -              | Mirzec                                    |
| 58. | Stefan Rokita                  | 3 VI 1943      | Mirzec                                    |
| 59. | Mikołaj (Andrzej) Borek        | 13 XII 1943    | Osiny                                     |
| 60. | Piotr Ankurowski               |                | Osiny                                     |
| 61. | Jozef Ankurowski               |                | Osiny                                     |
| 62. | Stanisław Ankurowski           |                | Osiny                                     |
| 63. | Władysław Ankurowski           |                | Osiny                                     |
| 64. | Tadeusz Kocia                  | 19 VI 1944     | Las koło wsi Wola                         |
| 65. | Antoni Anioł                   | 19 VI 1944     | Las koło wsi Wola                         |
| 66. | NN mężczyzna                   | -              | Mirzec                                    |
| 67. | NN mężczyzna                   | -              | Mirzec                                    |
| 68. | Henryk Gat                     | 11 III 1943    | Marcinków                                 |
| 69. | Józef Stąpor                   | -              | Śmierć w obozie koncentracyjnym           |
| 70. | NN Skorupa                     | -              | Śmierć w obozie koncentracyjnym           |
| 71. | Józef Kowal                    | -              | Śmierć w obozie koncentracyjnym Auschwitz |
| 72. | Adam Gwóźdź                    | -              | Śmierć w obozie koncentracyjnym Auschwitz |
| 73. | Jan Gwóźdź                     | -              | Śmierć w obozie koncentracyjnym Auschwitz |
| 74. | Edward Bajda                   | -              | Śmierć w obozie koncentracyjnym Auschwitz |